# إيلي (كامبريدجشير)
إيلي (بالإنجليزية:Ely) هي مدينة في مقاطعة كامبريدجشير، إنجلترا، 14 ميلا (23 كم) شمال شرق من كامبريدج وحوالي 80 ميلا (129 كم) عن طريق البر من لندن. مساحتها 23 ميل مربع (60 كم 2) ، تعداد سكانها 20,256 نسمة
تشتهر بكاتدرائية تسمي كاتدرائية إيلي تأسست في 673 م، تم تدمير الدير في 870 م من قبل الغزاة الدنمركيين وأعاد بنائها أسقف ونشستر في 970 م.

## المناخ
يظهر الجدول التالي التغييرات المناخية على مدار السنة لإيلي:
| البيانات المناخية لـإيلي          | البيانات المناخية لـإيلي | البيانات المناخية لـإيلي | البيانات المناخية لـإيلي | البيانات المناخية لـإيلي | البيانات المناخية لـإيلي | البيانات المناخية لـإيلي | البيانات المناخية لـإيلي | البيانات المناخية لـإيلي | البيانات المناخية لـإيلي | البيانات المناخية لـإيلي | البيانات المناخية لـإيلي | البيانات المناخية لـإيلي | البيانات المناخية لـإيلي |
| الشهر                             | يناير                    | فبراير                   | مارس                     | أبريل                    | مايو                     | يونيو                    | يوليو                    | أغسطس                    | سبتمبر                   | أكتوبر                   | نوفمبر                   | ديسمبر                   | المعدل السنوي            |
| --------------------------------- | ------------------------ | ------------------------ | ------------------------ | ------------------------ | ------------------------ | ------------------------ | ------------------------ | ------------------------ | ------------------------ | ------------------------ | ------------------------ | ------------------------ | ------------------------ |
| متوسط درجة الحرارة الكبرى °ف (°م) | 44.6 (7.0)               | 45.3 (7.4)               | 50.4 (10.2)              | 54.7 (12.6)              | 61.7 (16.5)              | 66.9 (19.4)              | 72.0 (22.2)              | 72.1 (22.3)              | 66.0 (18.9)              | 58.3 (14.6)              | 49.8 (9.9)               | 46.0 (7.8)               | 57.4 (14.1)              |
| متوسط درجة الحرارة الصغرى °ف (°م) | 34.3 (1.3)               | 34.0 (1.1)               | 37.2 (2.9)               | 39.2 (4.0)               | 44.1 (6.7)               | 49.6 (9.8)               | 53.6 (12.0)              | 53.4 (11.9)              | 50.2 (10.1)              | 44.8 (7.1)               | 38.7 (3.7)               | 36.1 (2.3)               | 43.0 (6.1)               |
| معدل هطول الأمطار إنش (مم)        | 1.77 (45.0)              | 1.29 (32.7)              | 1.63 (41.5)              | 1.70 (43.1)              | 1.75 (44.5)              | 2.12 (53.8)              | 1.50 (38.2)              | 1.92 (48.8)              | 2.01 (51.0)              | 2.12 (53.8)              | 2.01 (51.1)              | 1.97 (50.0)              | 21.79 (553.5)            |
| المصدر: Met Office                |                          |                          |                          |                          |                          |                          |                          |                          |                          |                          |                          |                          |                          |

## أعلام
- غلين توربي
- كيث ليتلر
- سيمون ماكوركيندل
- غوردون بيك
- سكوت ميتشيل
- فرنسيس ليزلي أشتون
- ديف سيمونز
- غريغ هارلو